# Бистрик (притока Ірпеня)
Бистрик — річка в Україні, у Фастівському районі Київської області. Права притока Ірпеня (басейн Дніпра).

## Опис
Довжина річки приблизно 8,1 км.

## Розташування
Бере початок на південному заході від Ставків. Спочатку тече на північний схід через Скригалівку, потім на північний захід і біля Федорівки впадає у річку Ірпінь, праву притоку Дніпра.